# Atractus collaris
Atractus collaris là một loài rắn trong họ Colubridae. Loài này được Peracca mô tả khoa học đầu tiên năm 1897.